# Synema setiferum
Synema setiferum là một loài nhện trong họ Thomisidae.
Loài này thuộc chi Synema. Synema setiferum được Cândido Firmino de Mello-Leitão miêu tả năm 1929.